# Uvarus subtilis
Uvarus subtilis är en skalbaggsart som först beskrevs av Leconte 1852.  Uvarus subtilis ingår i släktet Uvarus och familjen dykare. Inga underarter finns listade i Catalogue of Life.